# 平野龍起

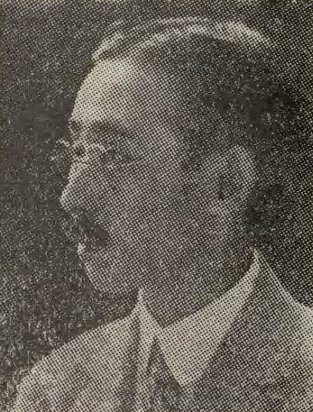
平野龍起

平野 龍起（ひらの たつき、1888年（明治21年）2月16日 - 1945年（昭和20年）8月10日）は、日本の政治家、弁護士。熊本市長。

## 経歴
熊本県鹿本郡来民町（現在の山鹿市）出身。第一高等学校を経て、1915年（大正4年）に東京帝国大学法科大学独法科を卒業した。東京で弁護士を開業したが、1918年（大正7年）に熊本市に移り、後には熊本弁護士会長に選出された。1921年（大正10年）より熊本市会議員に選ばれ、副議長、議長を務めた。また熊本県会議員にも選ばれた。その他に肥後米券社理事、鹿本鉄道株式会社監査役、熊本脳病院監事などを務めた。
1942年（昭和17年）、熊本市長に就任。終戦直前の1945年8月10日に病のため死去した。

## 親族
- 平野龍一 - 長男。東京大学総長。